# Klondike

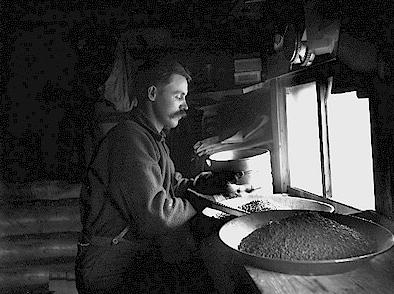
Goudzoeker aan het werk

Klondike is een regio in Yukon in Noordwest-Canada, vlak bij de grens met Alaska. Het ligt rond de Klondike, een klein riviertje dat bij Dawson City uitmondt in de rivier de Yukon.
In 1896 werd er in de omgeving goud gevonden. Dit nieuws bereikte in 1897 de Verenigde Staten, en dat leidde tot de Goldrush van Klondike. Het inwonertal van Dawson en Klondike steeg in 1898 tot 30.000 inwoners, waardoor er zelfs hongersnood dreigde.
De regio is onder de noemer van het cultuurlandschap T'rondëk-Klondike sinds 2023 opgenomen op de Werelderfgoedlijst van UNESCO. Dit in het kader van verscheidene archeologische sites die zich er bevinden die verwijzen naar de Europese kolonisatie en de omgang daarmee door het inheemse Tr'ondëk Hwëch'in First Nationsvolk.

## In de populaire cultuur
Jules Verne schreef in 1899 een roman, getiteld Le Volcan d'or (De Goudschat van Klondike), over de goldrush.
Klondike is ook bekend dankzij stripverhalen. In de verhalen van Donald Duck vergaarde Oom Dagobert er zijn eerste fortuin. Ook stripheld Lucky Luke is tijdens zijn avonturen in Klondike geweest.
Anticosti · Dinosauruspark · Grand Pré · Gros Morne · Gwaii Haanas en Haida (Ninstints) · Head-Smashed-In Buffalo Jump · Fossielkliffen van Joggins · Kluane, Wrangell-St. Elias, Glacier Bay en Tatshenshini-Alsek · L'Anse aux Meadows · Oud-Lunenburg · Miguasha · Mistaken Point · Nahanni · Pimachiowin Aki · Oud-Québec · Red Bay · Rideau Canal · Canadese parken van de Rocky Mountains · Tr'ondëk-Klondike · Waterton Glacier · Wood Buffalo · Writing-on-Stone Provincial Park